# Kumaradjiva
Kumaradjiva (Kudjha 344- Xina 413) fou un monjo budista, erudit, missioner i traductor de Kudjha a la conca del Tarim (actual prefectura d'Aksu, Xinjiang, Xina). Kumārajīva és vist com un dels més grans traductors del budisme xinès. Segons Lu Cheng, les traduccions de Kumarajiva són "incomparables ni pel que fa a la tècnica de traducció ni al grau de fidelitat".
Kumārajīva va estudiar primer els ensenyaments de les escoles Sarvastivadin, després va estudiar amb Buddhasvāmin, i finalment es va convertir en un adepte del budisme mahayana, estudiant la doctrina Mādhyamaka de Nagarjuna. Després de dominar la llengua xinesa, Kumārajīva es va establir com a traductor i erudit a Chang'an (c. 401 CE). Va ser el cap d'un equip de traductors que incloïa el seu amanuense Sengrui. Aquest equip va ser el responsable de la traducció de molts textos budistes del sànscrit al xinès.
Kumārajīva també va introduir l'escola Madhyamaka de filosofia budista a la Xina que més tard s'anomenaria Sanlun (l'"escola dels Tres Tractats").

## Biografia

### Primers anys de vida
El pare de Kumārajīva, Kumārāyana, era de l'antiga Índia, probablement de l'actual Caixmir, el seu pare era un príncep indi, fill d'un alt ministre, a qui el rei de Kutxa va pressionar perquè es casés amb la seva germana petita i, per tant, la seva mare era una princesa Kutxa i un budista devot que va influir significativament en els seus primers estudis. Se suposa que el seu avi Ta-to tenia una gran reputació. El seu pare es va fer monjo, va abandonar el Caixmir, va creuar les muntanyes del Pamir i va arribar a Kutxa, on es va convertir en el sacerdot reial, un budista fervent que va voler deixar els afers polítics per portar una vida de meditació, però el rei de Kuxka el va obligar a seguir en funcions i li va donar a una germana en matrimoni, Jīva, també coneguda com Jīvaka, que es va casar amb ell i van tenir Kumārajīva. Jīvaka va anar al monestir de monges Tsio-li, al nord de Kutxa, quan Kumārajīva només tenia set anys.
Quan era un nen (a partir dels 9 anys), Kumārajīva va estudiar els Agamas i el Sarvastivada Abhidharma amb mestres al nord de l'Índia, Caixmir i Kucha, que eren centres del monaquisme i beques Sarvastivada. Més tard es va convertir al Mahayana i va estudiar amb els Buddhayaśas de Caixmir a Kaixgar. Va rebre l'ordenació monàstica completa als 20 anys a Kutxa i també va estudiar el Sarvastivada Vinaya juntament amb la filosofia Madhyamaka. Amb el temps es va convertir en una figura famosa coneguda pel seu ampli aprenentatge i habilitat en el debat. En tornar a Kutxa, el rei del país, Po Xuen, el va acollir com un gran honor i dos fills del rei de Yarkand foren des de llavors els seus deixebles.

### Captura, empresonament i alliberament

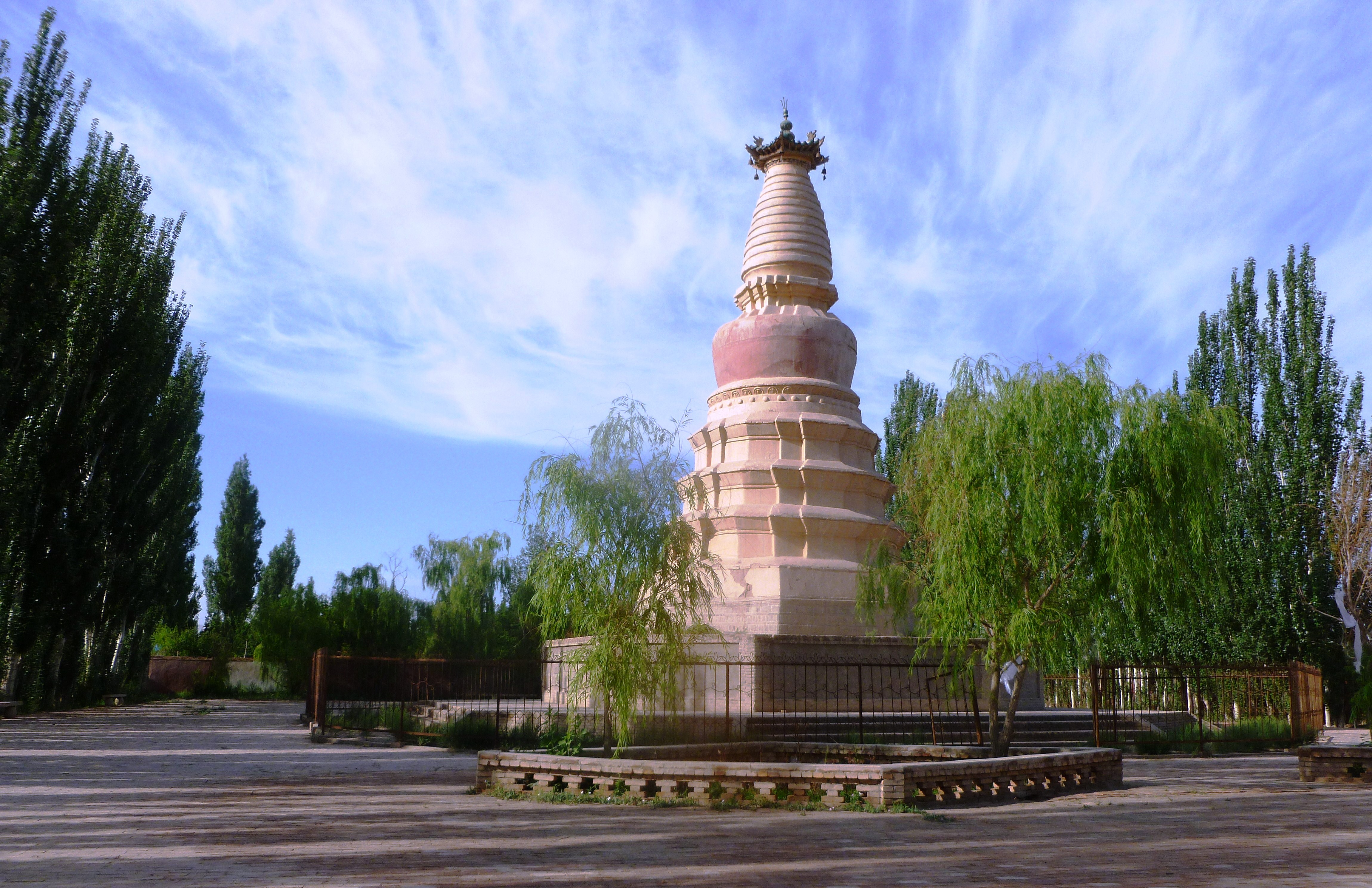
Pagoda del cavall blanc, Dunhuang, commemorant el cavall blanc de Kumarajiva que va portar les escriptures a la Xina, c. 384 CE.

L'any 379 dC, la fama de Kumārajīva va arribar a la Xina quan un monjo budista xinès anomenat Seng Jun va visitar Kutxa i va descriure les habilitats de Kumārajīva. L'emperador Fú Jiān (苻堅) de l'antiga dinastia Jin va fer esforços per portar Kumārajīva a la capital Jin de Chang'an. Per fer-ho, el seu general Lü Guang va ser enviat amb un exèrcit per conquerir Kutxa i tornar amb Kumārajīva. Es diu que Fu Jian va dir al seu general: "Envia'm Kumārajīva tan bon punt conquistis Kutxa". No obstant això, quan l'exèrcit principal de Fu Jian a la capital va ser derrotat, el seu general Lü Guang va declarar el seu propi estat i es va convertir en senyor de la guerra l'any 386 CE, i va fer capturar Kumārajīva quan tenia uns 40 anys. Com que no era budista, Lü Guang va fer empresonar Kumārajīva durant molts anys, essencialment com a botí. Durant aquest temps, es creu que Kumārajīva es va familiaritzar amb la llengua xinesa. Kumārajīva també va ser coaccionat per Lü a casar-se amb la filla del Rei Kutxa, i per això es va veure obligat a renunciar als vots del monjo.
Després que la família Yao de l'antic Jin enderroqués l'anterior governant Fu Jian, l'emperador Yao Xing va demanar repetidament als senyors de la Guerra de la família Lü perquè alliberessin Kumārajīva i l'enviessin a l'est a Chang'an. Quan la família Lü no va alliberar Kumārajīva del seu ostatge, un exasperat Yao Xing va fer enviar exèrcits a Liangzhou per derrotar els senyors de la Guerra de la família Lü i que Kumārajīva l'hi retornés. Finalment, els exèrcits de l'emperador Yao van aconseguir derrotar la família Lü, i Kumārajīva va ser portat a l'est a la capital de Chang'an l'any 401 CE.

### Chang'an i treball de traducció

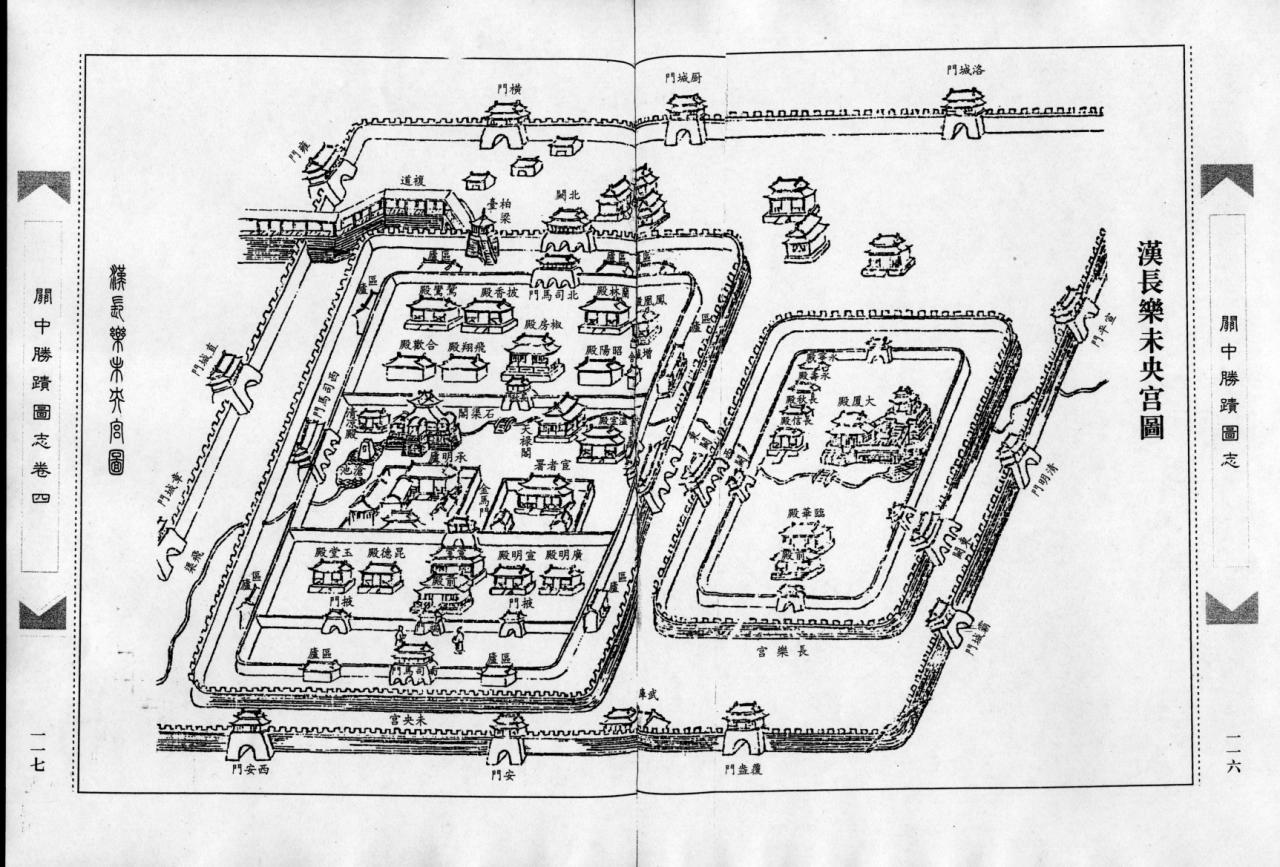
Breu mapa de Han Chang'an pintat a la dinastia Qing

A Chang'an, Kumārajīva va ser presentat a l'emperador Yao Xing, a la cort i als líders budistes. Es va convertir en famós i molt respectat a la Xina, rebent el títol de "Preceptor Nacional" (guoshi). A Chang'an, Kumārajīva va dirigir un equip de traducció patrocinat per la cort d'estudiosos que van treballar en la traducció de nombrosos textos budistes en sànscrit a la llengua xinesa. Yao Xing el considerava com el seu propi mestre, i molts budistes xinesos joves i vells es van reunir a ell, aprenent tant dels seus ensenyaments directes com a través de les seves activitats de l'oficina de traducció als jardins Xiaoyao, on es feien sessions diàries (a la qual assistien més d'un miler de monjos). En una dotzena d'anys, l'oficina de traducció de Kumārajīva havia traduït uns trenta-cinc sutres en 294 rotlles. Les seves traduccions encara s'utilitzen avui en el budisme xinès. Kumarajiva va tenir quatre deixebles principals que van treballar al seu equip: Daosheng (竺道生), Sengzhao (僧肇), Daorong (道融) i Sengrui (僧睿).

## Treball erudit

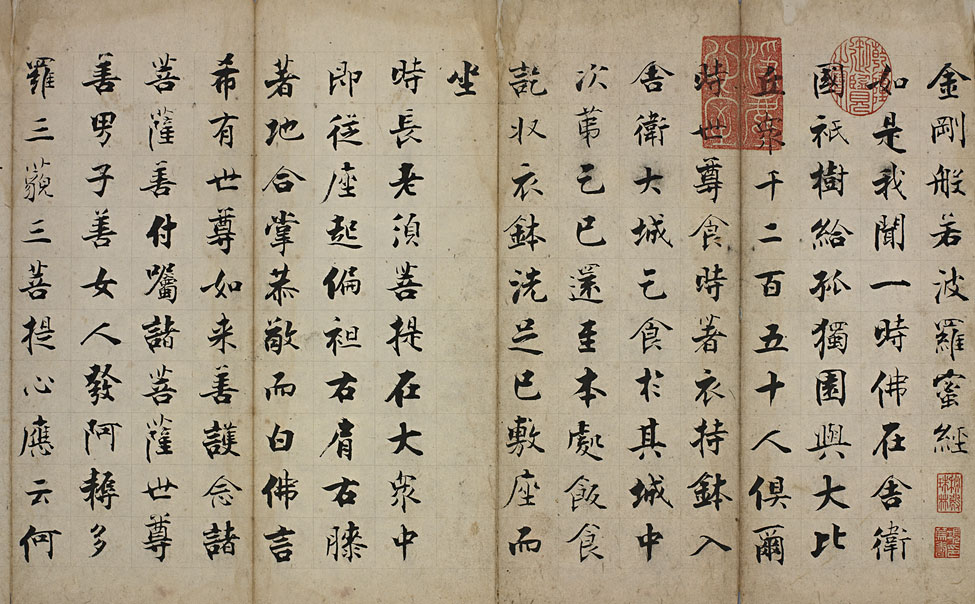
Secció del Sutra del diamant, una còpia manuscrita de Zhang Jizhi, basada en la traducció de Kumarajiva del sànscrit al xinès.

### Traducció
Kumaradjiva va revolucionar el budisme xinès, i l'estil de traducció del seu equip és conegut per la seva claredat i per superar l'anterior sistema de traducció geyi (concordança de conceptes) que combinava la terminologia budista amb els termes taoistes i confucians. L'estil de traducció llegible de Kumaradjiva era distintiu, que posseïa una suavitat fluida que reflecteix la seva prioritat a l'hora de transmetre el significat en lloc de la representació literal precisa. A causa d'això, les seves interpretacions dels textos seminals de Mahāyāna sovint s'han mantingut més populars que les traduccions posteriors, més literals, per exemple les de Xuan Zang.
Les traduccions de Kumaradjiva van ser molt influents en el desenvolupament del xinès budista i van introduir terminologia molt utilitzada, com ara:
- 大乘'' Dà chéng '', o "vehicle més gran", per al terme sànscrit Mahayana
- 念處 " niàn chǔ " per a smṛtyupasthāna (ubicació de l'atenció plena)
- 菩提 " pú tí " per a Bodhi (despertar)
- 性 " xìng " per a dhatū (natura, font)

Aquestes traduccions van ser un esforç grupal i, per tant, és més correcte dir que van ser traduïdes per un comitè que estava guiat per Kumaradjiva, no només per Kumaradjiva. El procés de traducció va començar amb la lectura del text per part de Kumaradjiva que també va fer un comentari corrent en xinès. Els monjos i estudiants xinesos discutien el text amb Kumaradjiva i entre ells. D'aquest procés en sortiria una traducció al xinès, que seria verificada per Kumaradjiva. Després, el text va ser escrit i revisat nombroses vegades. Aquests també van ser esdeveniments públics als quals van assistir devots, inclòs l'emperador Yao Xing.
Kumaradjiva també va desenvolupar un sistema de transcripció per tal de representar termes sànscrits en xinès utilitzant certs caràcters xinesos i els seus sons per representar cada síl·laba d'una paraula estrangera. Aquest sistema es convertiria en la base del desenvolupament de la romanització del pinyin. Aquesta trobada amb el sànscrit va influir en el desenvolupament de la mateixa llengua xinesa, no només en l'adopció de termes específicament budistes, sinó també pel que fa a certs termes seculars (com ara "moment").
Kumaradjiva de vegades ha estat considerat tant pels xinesos com pels estudiosos occidentals com a abreviació de les seves traduccions, i els traductors posteriors com Xuan Zang es consideren més "precisos". Segons Jan Nattier, en realitat es tracta d'una visió errònia i equivocada, i la diferència principal es va deure a les versions anteriors dels textos font de Kumaradjiva:
| « | W]aquí l'obra de Kumaradjiva es pot comparar amb un manuscrit índic existent, és a dir, en aquells rars casos en què part o la totalitat d'un text que va traduir ha sobreviscut en una versió sànscrita o Prakrit, sorgeix un resultat una mica sorprenent. Tot i que les seves traduccions són, de fet, més curtes en molts casos que els seus homòlegs sànscrits existents (i molt més tard), quan hi ha fragments manuscrits en llengua índica anterior, sovint proporcionen paral·lelismes exactes de les suposades "abreviatures" de Kumaradjiva. El que sembla probable que hagués passat, en resum, és que Kumārajīva estava treballant a partir de versions índies anteriors en què encara no s'havien produït aquestes expansions. | » |

### Textos traduïts
Segons John M. Thompson "en l'actualitat hi ha cinquanta-dues traduccions al Taishō sota el seu nom i la seva autenticitat és bastant ben acceptada". Inclouen sutres Mahāyāna així com obres sobre meditació budista (dhyāna) i Abhidharma.

#### Sutres
Entre els sutres més importants traduïts per Kumaradjivai el seu equip (probablement de fonts objectiu de Kuchan) es troben els següents:
- Sutra del diamant (Vajracchedikā Prajñāpāramitā Sūtra)
- Sukhāvatī-vyūha més petit (T 366)
- Sutra del Lotus (Saddharma Puṇḍarīka Sūtra) (T 263—62)
- Sutra de Vimalakirti (Vimalakirti Nirdesa Sutra) (T 475)
- Aṣṭasāhasrikā Prajñāpāramitā Sūtra, (T 227, 408 CE)
- Pañcaviṃśatisāhasrikā Prajñāpāramitā Sūtra ( T 223, 403-404 dC)
- Śūraṅgama Samādhi Sūtra (T 642)
- Daśabhūmikā Sūtra (T 286) en col·laboració amb Buddhayaśas.
- Acintyaprabhāsa-nirdeśa-sūtra (T 484)
- Viśeṣacintā-brahma-paripṛcchā (T 585—86)
- Bhadrakalpa (T 425)
- Vasudhara-sūtra (T 481—82)
- Pūrṇa-paripṛcchā (T 310, 17)
- Ratnajāli-paripṛcchā (T 433)
- Vidhi-hṛdaya-vyūha (T 307)
- Sarva-puṇya-samuccaya-samādhi-sūtra (T 381—82)
- Maitreyavyākaraṇa Sūtra

#### Tractats
També van traduir diversos tractats clau (principalment de l'escola Madhyamaka), que es van convertir en les obres centrals del budisme Madhyamaka d'Àsia oriental. Aquests són:
- El Tractat mitjà (Cap. 中論, pinyin: Zhonglun, T. 1564; Skt. Madhyamakaśāstra), que inclou el Mūlamadhyamakakārikā de Nāgārjuna ("Versos fonamentals del camí del mig ") juntament amb un comentari de * Vimalākṣa / * Piṅgala (Ch. 青目, pinyin: Qingmu).
- El Tractat de les dotze portes (Ch. 十二門論, pinyin: Shiermenlun, T. 1568), suposadament * Dvādaśadvāraśāstra de Nāgārjuna,[31] també reconstruït com * Dvādaśamukhaśāstra[32] or .[33]
- El Tractat dels cent (-versos) (Ch. 百論, pinyin: Bailun, T. 1569; Skt. Śatakaśāstra,[34] o Śataśāstra[32]), consistent en un comentari d'un cert mestre Vasu sobre alguns versos d'Āryadeva.[32]
- "Comentari sobre la gran perfecció de la saviesa" (Ch. 大智度論, pinyin: Dazhidulun, T. 1509; Skt. Mahāprajñāpāramitopadeśa). Un comentari sobre el Pañcaviṃśatisāhasrikā Prajñāpāramitā Sūtra atribuït a Nāgārjuna, però aquesta atribució és discutida per alguns estudiosos moderns.[35]
- Satyasiddhi Shastra (Ch'eng-shih lun): aquest text d'Abhidharma, tot i que no era una obra de Madhyamaka, va influir en el Madhyamaka xinès, ja que també ensenyava el buit dels dharmes.[36]

Altres tractats en els quals va treballar l'equip inclouen el Daśabhūmika-vibhāṣā (T 1521) , un comentari al Daśabhūmikā Sūtra atribuït a Nagarjuna i el Tractat de la bodhicitta (T.1659).

#### Textos de meditació
Kumārajīva i el seu equip també van traduir alguns tractats sobre meditació (dhyāna). Al Taisho Tripitaka (vol. 15), s'atribueixen cinc obres de meditació a Kumārajīva:
- Escriptura dels Essencials Secrets de Dhyāna (T613. Chan mi yao fa jing禪祕要法經)
- Escriptura sobre el Samādhi de Dhyāna assegut (T614. Zuòchán sān mēi jīng坐禪三昧經), ZSJ (també anomenat el Bodhisattvadhyāna Pusa Chanfa Jing菩薩禪法經 o L'Escriptura sobre la pràctica de Dhyāna al desert E lan Rou Xi Chanfa Jing禪法經).
- Escriptura sobre els mètodes de bodhisattva per censurar el desig sexual (T615. Pusa he seyu fa jing菩薩訶色欲法經)
- Explicació essencial del mètode de Dhyāna (T616. Chán fǎ yào jiě禪法要解).
- L'essència abreujada de Dhyāna (T617. Siwei Lue Yao Fa思惟略要法)

Els estudiosos estan dividits sobre quants d'aquests van ser realment treballats per Kumārajīva (tot i que T613 i T614 estan ben testimoniats als primers catàlegs i prefacis). A més, fonts xineses indiquen que aquestes obres van ser editades, resumides i extretes de fonts índies. Eric Greene explica que els principals mètodes de mediació ensenyats a T614 són les "cinc portes de chan" (五門禪) "associades amb els anomenats yogācāras del nord-oest de l'Índia", que "es van convertir en un acord estàndard en escrits posteriors sobre meditació". i són els següents:
- la contemplació dels impurs (bu jing guan 不淨觀; aśubha-bhāvanā) per als assetjats per la luxúria,
- el cultiu de l'amor (ci xin 慈心; les quatre meditacions apramāṇa) per a aquells amb aversió,
- la contemplació de l'origen dependent (yin yuan 因 緣; pratītyasamutpāda) per a aquells amb ignorància,
- meditació sobre la respiració (nian xi 念息; ānāpāna-smṛti) per a aquells amb "pensament excessiu" (多思覺人; vitarka) i
- record del Buda (nian fo 念佛; buddhānusmṛti) per a aquells amb impureses “distribuïdes per igual” (等分).

Després d'haver calmat la ment i entrat en dhyāna (chan 禪) mitjançant aquests mètodes, el meditador procedeix a desenvolupar la saviesa (prajñā) cultivant els quatre "fonaments de la consciència" (si nian chu 思念處; smṛtyupasthāna). Segons Greene, "després d'això, un es mou a través dels anomenats quatre nirvedha-bhāgīya-kuśalamūla (si shan gen 四善根), les "arrels del bé que porten a l'alliberament", que en el sistema Sarvāstivādin són els nivells més alts de realització mundana. Això al seu torn condueix a l'anomenat "camí de la visió" (darśana-maraga), una seqüència de setze moments mentals en què, mitjançant la comprensió de les quatre nobles veritats."
Mentre que T614 parla del camí de l'hinayana així com del camí del bodhisattva, les pràctiques de meditació reals no són diferents, només s'aborden de diferents maneres. Per exemple, el bodhisattva practica la mateixa contemplació de la impuresa que l'sravaka, però també se'ls adverteix que no es disgustin tant amb el món que cerquin el nirvāṇa immediat. En canvi, un bodhisattva sempre hauria de practicar aquestes meditacions amb el desig de perfeccionar-se per ajudar els altres. Com a tal, Kumārajīva sembla haver entès que la pràctica d'un bodhisattva consistia en els mateixos mètodes de meditació que es troben a les fonts śrāvaka-yāna, l'única diferència és que els bodhisattvas tenen una motivació diferent i un objectiu diferent (la Budeïtat).

#### Altres
Altres traduccions inclouen el Da zhuang yan jing lun大莊嚴經論(*Mahālaṃkāra-sūtra-śāstra) d'Asvaghosa i Samyukta avadana sutra.

Segons Robinson,
| « | Les addicions de Kumārajīva a la secció Vinaya del cànon xinès són el Sarvāstivāda-vinaya (T 1435), el Sarvāstivāda - prātimokṣa -sutra (T 1436) i, segons la tradició, el Pu-sa-chieh-p n (bodhisattva- prātimokṣ), que és probablement la segona meitat de l'actual Brahmajala-sutra (T 1484). | » |

### Obres originals i filosofia

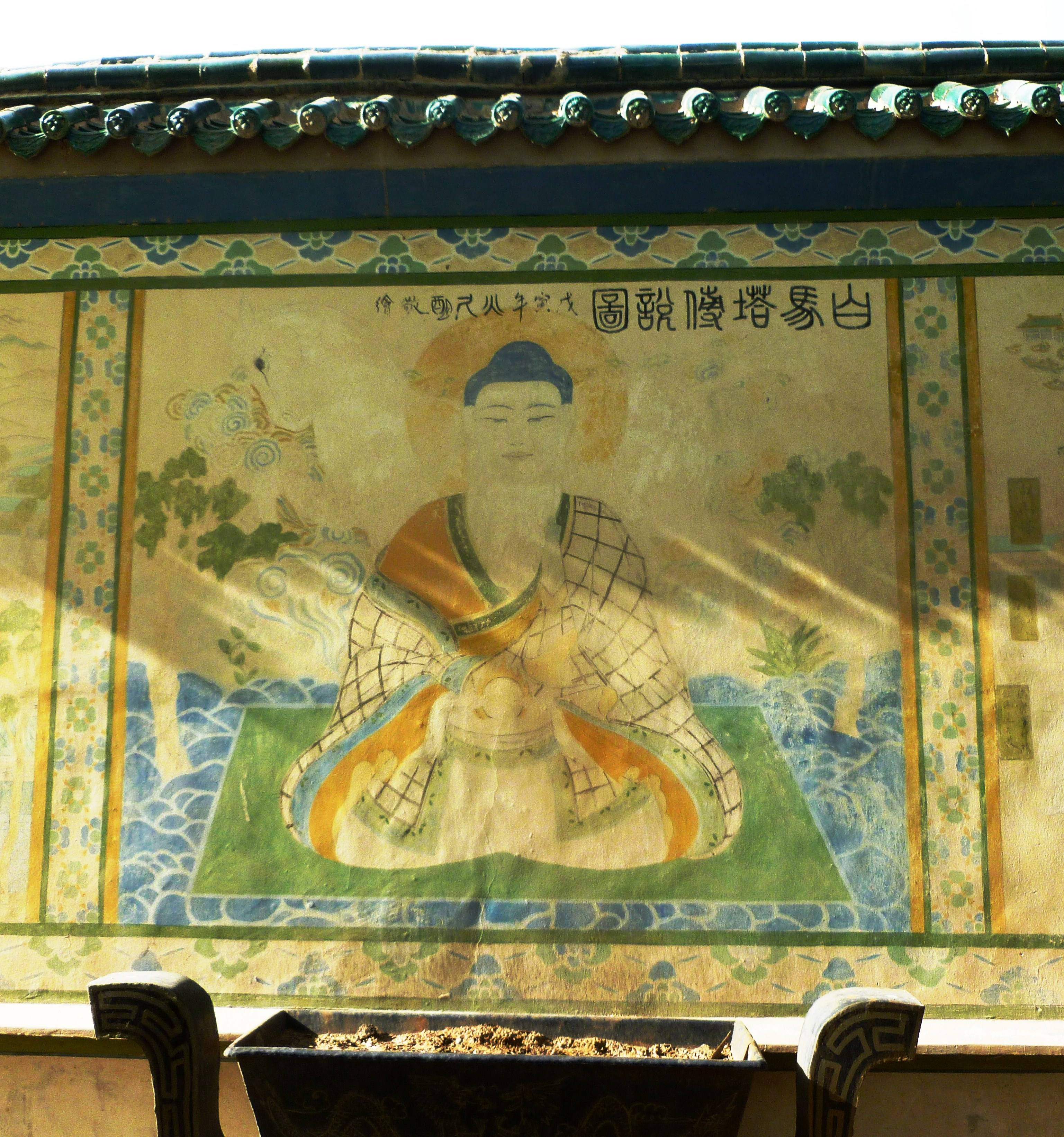
Una pintura de Kumārajīva a la pagoda del cavall blanc, Dunhuang

També se sap que Kumatadjiva va ser autor d'algunes obres originals, inclòs el seu Comentari sobre el Vimalakīrti-nirdesa-sūtra (Zhu Weimojie Jing. Taisho número 1775) i el Shixiang lun (Tractat de Tattva, ara perdut). Kumārajīva i el seu equip també són responsables d'una biografia de Nagarjuna (T 2047), que podria estar basada en els relats de Kumārajīva als seus estudiants.
Un altre text que conté alguns ensenyaments originals de Kumārajīva és el Jiumoluoshi fashi dayi (La Gran Ensenyament del Mestre del Dharma Kumārajīva; T núm. 1856), que és una sèrie de cartes entre Kumārajīva i Lushan Huiyuan (334-416) que discuteixen alguns temes bàsics del Mahayana.

Pel que fa a les mateixes opinions filosòfiques de Kumārajīva, segons Richard H. Robinson:
| « | Es mostra com un Śūnyavādin i Mādhyamika ortodox, rebutja l'autoritat de l'Abhidharma i interpreta els Āgamas d'una manera Mahāyāna, sosté que les declaracions de Buda són purament pragmàtiques i no impliquen cap entitat real, i nega que sorgeixin entitats reals, perquè (a) ni la inherència ni la no inherència de l'efecte a la causa són admissibles, i (b) l'ocurrència simultània i successiva de causa i efecte són igualment insostenibles. Sosté que la realitat transcendeix els quatre modes del tetralema, i sosté el concepte de negació de Nagarjuna. | » |

De la mateixa manera, segons John M. Thompson, la filosofia que sorgeix de les explicacions de Kumārajīva és "pràcticament idèntica a les opinions de Nagarjuna i altres Madhyamikas, posant èmfasi en el buit de tots els dharmes (fins i tot el "buit del buit") i el no del Bodhisattva. - apego a totes les coses i ensenyaments". Thompson afegeix:
| « | Igual que tant els sutres de Prajñāpāramita com els comentaris de Madhyamika, Kumārajīva diu que els ensenyaments de Buda provenen i ens porten a un nivell més enllà de les paraules i el pensament. Com que el Buda i els Bodhisattvas resideixen en aquest regne transcendent (que no és altre que el nostre món actual), la seva saviesa els permet utilitzar diversos upaya per conduir els éssers que pateixen a la il·luminació. Les contradiccions i confusions aparents en els textos budistes es deuen a la seva upaya, que s'acomoda al nivell del públic i el condueix a la veritat. Kumārajīva fins i tot suggereix que els ensenyaments dels sutres poden enganyar aquells que no estan preparats, és a dir, a un nivell inferior de comprensió. Segons Kumārajīva, entenem realment el Dharma només quan aconseguim la prajñā completa i pura. Prajñā és el mitjà per eliminar tots els obstacles i entrebancs, tots els vincles, fins i tot els vincles a si mateix. Com diu Kumārajīva: "En el Buda-Dharma, la medicina de prajñā és així. Amb aquesta medicina, hom enderroca els objectes de les addiccions. Si els éssers prajñā conceben l'addició, llavors cal practicar un mètode de tractament. Si dins de prajñā no hi ha addiccions a prajñā, no s'aplica cap tractament addicional." | » |

Aquestes idees es troben al Dazhidulun (T. 1509; Skt. Mahāprajñāpāramitopadeśa). Diversos estudiosos moderns també sostenen que el Dazhidulun, que es considerava tradicionalment una obra original de Nagarjuna que va ser traduïda per l'equip de Kumārajīva, en realitat conté nombroses addicions de Kumārajīva i el seu equip o és en realitat un producte de l'editorial de l'estudiant de Kumārajīva Sengrui. Com assenyala Etienne Lamotte, l'equip de Kumārajīva també va editar i abreujar considerablement la darrera meitat d'aquest text.

### Influència
Segons Rafal Felbur,
| « | Les traduccions associades al seu nom, executades tant com pràcrit, és a dir, formes vernacles del sànscrit, com de les primeres formes del sànscrit budista, a una forma de xinès clàssic, han tingut un gran èxit en la tradició sinítica. Aquest èxit és tan gran que fins i tot quan, en els segles següents, altres estudiosos van produir traduccions noves i suposadament millorades dels mateixos textos, han estat les "versions Kumaradjiva" les que s'han mantingut en ús en la vida devocional, exegètica i literària de Àsia oriental fins a l'actualitat. Als segles XX i XXI, a mesura que les tradicions budistes sinítiques han contribuït a l'aparició d'un budisme modernista clarament global, el corpus Kumaradjiva de traduccions de principis del segle V ha estat una presència important implícita. | » |

A part de la influència lingüística i terminològica del treball de traducció de Kumaradjiva, la seva obra també va influir en la comprensió filosòfica del budisme a la Xina. Segons Fan Muyou, abans de Kumārajīva, molts budistes xinesos tenien greus malentesos sobre el buit i el no-jo. Això es deu al fet que havien estat influenciats per la filosofia neotaoista Xuanxue i, per tant, veien el buit com una mena de no-ésser, com una substància real o absoluta (ambdues són interpretacions errònies dels conceptes de śūnyatā i anatman). Kumaradjiva i els seus estudiants com Sengzhao i Sengrui van reconèixer aquests errors i van treballar per corregir-los introduint interpretacions adequades basades en la filosofia índia Madhyamaka.
Va morir el 413.